# Extraklasse 2+

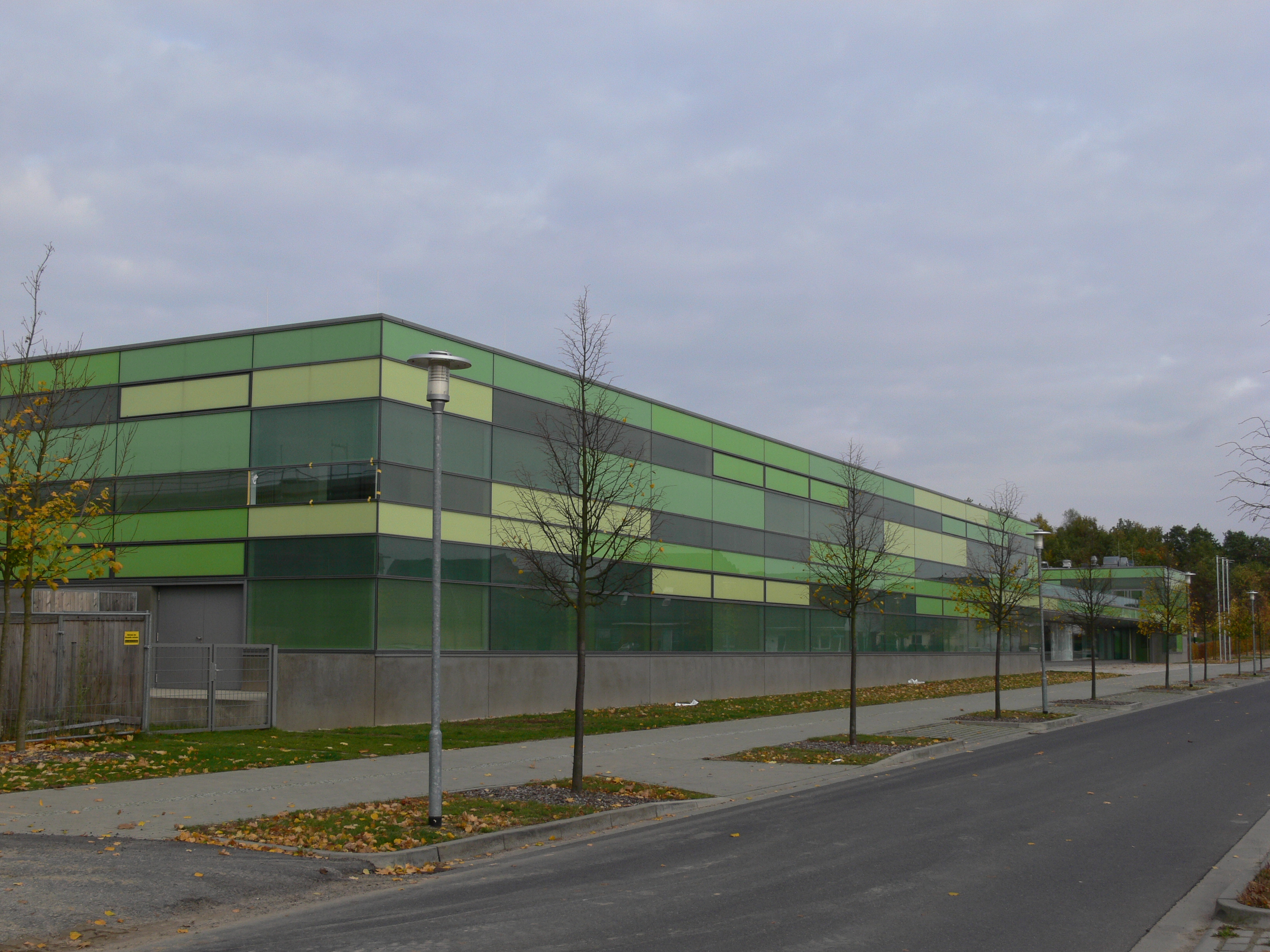
Ralph muss mit seiner Klasse in ein neues Bildungszentrum umziehen (Drehort: Marie-Curie-Gymnasium Dallgow-Döberitz)

Extraklasse 2+ ist ein deutscher Fernsehfilm von Matthias Tiefenbacher aus dem Jahr 2021 mit Axel Prahl in der Hauptrolle. Es ist die Fortsetzung von Extraklasse aus dem Jahr 2018. Der Film wurde erstmals am 3. Mai 2021 im Fernsehprogramm des ZDF ausgestrahlt. 2022 wurde mit Extraklasse – On Tour eine Fortsetzung veröffentlicht.

## Handlung
Ralph Friesner arbeitet als Abendschullehrer in Berlin-Marzahn und beginnt gerade damit, eine neue Klasse zu unterrichten und sie so für ihren Hauptschulabschluss fitzumachen. In der Klasse hat Ralph es mit sehr unterschiedlichen Menschen zu tun, unter anderem einem gescheiterten Musiker, einer rebellischen Jugendlichen auf Bewährung und einer kirgisischen Putzfrau. Aufgrund eines Wasserschadens in der Schule müssen alle Klassen in ein innovatives Bildungszentrum nach Charlottenburg ausweichen. Während Ralphs Chefin dem neuen Konzept positiv gegenübersteht, hat Ralph so seine Zweifel. Auch stimmt die Chemie zwischen ihm und Direktor van de Veede nicht wirklich. Da auch andere Berliner Schulen aufgrund von ähnlichen Havarien schließen und umsiedeln mussten, ist der Spürsinn des früheren Journalisten Ralph geweckt.
Am neuen Bildungszentrum kommt es zu Auseinandersetzungen mit Schülern der Abiturklassen, die Ralph und seine Klasse oft arrogant und herablassend behandeln. Ralph vollbringt es immer wieder, sich entschlossen für seine Schützlinge einzusetzen. Dadurch kann der die Gräben zwischen den unterschiedlichen Schülergruppen sogar verringern. Einzig van de Veede bleibt ein Problem, letztendlich folgt nach einer Abmahnung sogar die Kündigung. Unterstützt von seinem Freund Gökdal und seiner Mitbewohnerin Karin gelingt es Ralph, den Direktor und die Leiterin der Berliner Schulbehörden der Korruption zu überführen. Diese hatten sich von einem Investor bestechen lassen, damit an den alten Standorten der geschlossenen Schulen Einkaufszentren entstehen konnten. Ralph kann nun wieder seine Klasse unterrichten.
Zum Schluss schafft fast die gesamte Klasse von Ralph, ihrem Abschluss zu machen. Ralph und Dörte sprechen sich aus und klären ihre Missverständnisse, die sich nach einer gemeinsam verbrachten Nacht ergeben hatten.

## Produktion
Der Film wurde vom 3. März 2020 bis zum 3. April 2020 in Berlin und Brandenburg gedreht. Als Kulisse für die Schule in Marzahn diente das Freizeitforum Marzahn. Die Kulisse für das neue Bildungszentrum in Charlottenburg war das Marie-Curie-Gymnasium Dallgow-Döberitz, welches sich allerdings in Brandenburg und nicht in Berlin-Charlottenburg befindet.

## Rezeption

### Kritiken
Das Lexikon des internationalen Films gibt dem Film insgesamt nur 1 von 5 Sternen. Hier würde nur das Konzept des ersten Films aufgewärmt, ohne neue Ideen einzubringen. Der Humor bliebe „ebenso fade wie die Versuche, emotionales Interesse aufzubauen“.
Die Redaktion der TV Spielfilm hingegen verleiht dem Film einen Daumen nach oben, auch wenn Setting und Geschichte an einigen Stelle etwas dröge herüberkämen. Durch zunehmendes Tempo und nette Einfälle würde der Film für Kurzweil sorgen – auch wegen Axel Prahl, dem man seine Rolle als früherer Journalist und jetziger Lehrer echt abnehme. Fazit: „Sympathische Unterhaltung mit einem Schuss Sozialkritik“.
Bei tittelbach.tv gibt Kritiker Tilmann P. Gangloff dem Film insgesamt 3,5 von 6 Sternen. Dem Kritiker nach erzähle die Fortsetzung von Extraklasse episodenhaft zu viele Geschichten statt sich auf eine zu konzentrieren. Der Charme des ersten Films fehle, dies sei relativ ernüchternd. Das Publikum solle hierbei nicht zu viel Tiefgang erwarten, dann würde es immerhin gut unterhalten, denn Regisseur Tiefenbacher würde sein Handwerk verstehen. Gangloffs Fazit lautet: „Die mit flotten Reggae-Rhythmen unterlegten Bilder sind schön anzuschauen, und das Ensemble ist durchweg sehenswert.“

### Einschaltquoten
Die Erstausstrahlung des Films am 3. Mai 2021 im ZDF sahen insgesamt 5,66 Millionen Zuschauer. Dies bedeutete einen Marktanteil von 17,8 % und damit die größte Reichweite des Abends.